# Eriosema claessensii
Eriosema claessensii är en ärtväxtart som beskrevs av De Wild. Eriosema claessensii ingår i släktet Eriosema och familjen ärtväxter. Inga underarter finns listade i Catalogue of Life.